# Eunotinae
La sottofamiglia Eunotinae Ashmead, 1904, è un raggruppamento di insetti della famiglia degli Pteromalidi (Hymenoptera: Chalcidoidea) comprendente specie parassitoidi o oofaghe.

## Descrizione
Gli Eunotini hanno un corpo robusto, con colori metallici. Il capo è piuttosto grande, antenne delle femmine con funicolo di 5-5 articoli. Il mesonoto e le axille si dispongono sullo stesso piano e lo scutello è spesso molto sviluppato in larghezza e lunghezza, fino a coprire parte del gastro (genere Scutellista). Il primo tergite del gastro è molto più sviluppato degli altri, lungo almeno la metà dell'intero addome.

## Biologia
Gli Eunotini sono importanti agenti di controllo di diverse cocciniglie (principalmente Coccidi). Le larve si comportano come parassitoidi oppure come predatori oofagi. Diverse specie sono state introdotte in regioni differenti da quelle di origine per scopi di lotta biologica.

## Tassonomia
La sottofamiglia comprende i seguenti generi:
- Amoturella
- Aphobetus
- Australeunotus
- Australurios
- Cavitas
- Cephaleta
- Epicopterus
- Eunotomyiia
- Eunotus
- Globonila
- Hirtonila
- Idioporus
- Ismaya
- Kneva
- Mesopeltita
- Mnoonema
- Moranila
- Ophelosia
- Scutellista
- Tomicobiella
- Tomicobomorpha
- Tomocerodes